# Bishgan
 (juillet 2019).
Pour les articles homonymes, voir Bayani.
Bishgan (en persan : بيشگان, également romanisé en Bīshgān ; également connu sous les noms Bashgān, Bayānī et Beyānī) est un village du district rural de Dasht-e Zahab, dans le district central de la préfecture de Sarpol-e Zahab, dans la province de Kermanchah, en Iran. Lors du recensement de 2006, sa population était de 38 habitants, répartie en 7 familles.